# NGC 732
NGC 732 est une galaxie lenticulaire située dans la constellation d'Andromède. NGC 732 a été découverte par l'astronome français Édouard Stephan en 1883.

## Caractéristiques
Sa vitesse par rapport au fond diffus cosmologique est de 5 645 ± 21 km/s, ce qui correspond à une distance de Hubble de 83,3 ± 5,8 Mpc (∼272 millions d'al).
NGC 732 est une galaxie dont le noyau brille dans le domaine de l'ultraviolet. Elle est inscrite dans le catalogue de Markarian sous la cote Mrk 1011 (MK 1011).